# Cryptocoryne bangkaensis
Cryptocoryne bangkaensis är en kallaväxtart som beskrevs av Bastm. Cryptocoryne bangkaensis ingår i släktet Cryptocoryne och familjen kallaväxter.
Artens utbredningsområde är Sumatera. Inga underarter finns listade.